# Simbabwische Cricket-Nationalmannschaft in den West Indies in der Saison 2006
Die Tour der simbabwischen Cricket-Nationalmannschaft in die West Indies in der Saison 2006 fand vom 29. April bis zum 14. Mai 2006 statt. Die internationale Cricket-Tour war Bestandteil der Internationalen Cricket-Saison 2006 und umfasste sieben ODIs. Die West Indies gewannen die Serie 5–0.

## Vorgeschichte
Für beide Mannschaften ist es die erste Tour der Saison.
Das letzte Aufeinandertreffen der beiden Mannschaften bei einer Tour fand in der Saison 2003/04 in Simbabwe statt.
Ursprünglich waren auch zwei Tests auf dieser Tour geplant allerdings kam es im Januar des Jahres zu einem Spieler Streik in der simbabwischen Mannschaft der einen Eingriff der simbabwischen Regierung zur Folge hatte. Daraufhin suspendierte sich Simbabwe selbstständig vom Test-Cricket und es sollte bis zur Saison 2011 dauern, bis Simbabwe den nächsten Test bestritt. Die beiden Tests wurde daraufhin in zwei ODIs umgewandelt.

## Stadien
Die folgenden Stadien wurden für die Tour als Austragungsort vorgesehen und am 16. September 2005 bekanntgegeben.
| Stadt         | Land                | Stadion                   | Kapazität | Spiele      |
| ------------- | ------------------- | ------------------------- | --------- | ----------- |
| Georgetown    | Guyana              | Providence Stadium        | 20.000    | 3. & 4. ODI |
| Gros Islet    | Saint Lucia         | Beausejour Stadium        | 20.000    | 5. ODI      |
| Port of Spain | Trinidad und Tobago | Queen’s Park Oval         | 25.000    | 6. & 7. ODI |
| St. John’s    | Antigua und Barbuda | Antigua Recreation Ground | 12.000    | 1. & 2. ODI |

## Kaderlisten
Simbabwe benannte seinen Kader am 6. April 2006.
Die West Indies benannten ihren Kader am 26. April 2006.
| ODI | ODI |
| West Indies | Simbabwe |
| --- | --- |
| - Brian Lara (K) - Ian Bradshaw - Dwayne Bravo - Shivnarine Chanderpaul - Corey Collymore - Fidel Edwards - Chris Gayle - Runako Morton - Denesh Ramdin (wk) - Marlon Samuels - Ramnaresh Sarwan - Dwayne Smith - Jerome Taylor | - Terry Duffin (K) - Justice Chibhabha - Elton Chigumbura - Charles Coventry (wk) - Keith Dabengwa - Ryan Higgins - Anthony Ireland - Blessing Mahwire - Keegan Meth - Tawanda Mupariwa - Ed Rainsford - Piet Rinke - Vusi Sibanda - Gregory Strydom - Brendan Taylor (wk) - Prosper Utseya |

## Tour Matches
| 24. April Scorecard | Saint Mary’s | Antigua und Barbuda 180 (43.2)    | – | Zimbabweans 181-6 (46.3) |
|                     |              | Zimbabweans gewinnt mit 4 Wickets |   |                          |

| 25. April Scorecard | Saint Mary’s | Zimbabweans 304-4 (50)          | – | Antigua und Barbuda 253 (49) |
|                     |              | Zimbabweans gewinnt mit 51 Runs |   |                              |

| 3. Mai Scorecard | Saint Mary’s | Zimbabweans 324-5 (50)                       | – | University of WI VC XI 325-5 (46.1) |
|                  |              | University of WI VC XI gewinnt mit 5 Wickets |   |                                     |

## One-Day Internationals

### Erstes ODI in Saint John’s
| 29. April Scorecard | St. John’s | Simbabwe 151-9 (50)               | – | West Indies 154-5 (38.2) |
|                     |            | West Indies gewinnt mit 5 Wickets |   |                          |

### Zweites ODI in Saint John’s
| 30. April Scorecard | St. John’s | West Indies 242-9 (50)          | – | Simbabwe 144 (46.2) |
|                     |            | West Indies gewinnt mit 98 Runs |   |                     |

### Drittes ODI in Georgetown
| 6. Mai | Georgetown | West Indies    | – | Simbabwe |
|        |            | Spiel abgesagt |   |          |

### Viertes ODI in Georgetown
| 7. Mai Scorecard | Georgetown | West Indies 333-6 (50)          | – | Simbabwe 251-7 (50) |
|                  |            | West Indies gewinnt mit 82 Runs |   |                     |

### Fünftes ODI in Gros Islet
| 10. Mai Scorecard | Gros Islet | Simbabwe 152 (49.2)                | – | West Indies 156 (27.4) |
|                   |            | West Indies gewinnt mit 10 Wickets |   |                        |

### Sechstes ODI in Port of Spain
| 13. Mai Scorecard | Port of Spain | West Indies 263-6 (50) | – | Simbabwe 72-2 (12.1/30) |
|                   |               | No Result              |   |                         |

### Siebtes ODI in Port of Spain
| 14. Mai Scorecard | Port of Spain | West Indies 266-8 (50)           | – | Simbabwe 162 (49) |
|                   |               | West Indies gewinnt mit 104 Runs |   |                   |